# Ante Moškov
Ante Moškov (Špiljari kod Kotora, 7. srpnja 1911. – 1947.) bio je hrvatski političar u Nezavisnoj Državi Hrvatskoj  i ustaški časnik.
Kao zapovjednik Poglavnikovog tjelesnog zdruga, sudjelovao je u raznim povjerljivim aktivnostima, pa tako i u gušenju Urote Lorković-Vokić 1944. godine. Na kraju rata došao je u posjed jednog dijela državnog zlata NDH, povodom čega je došao u sukob s Antom Pavelićem. Uhitili su ga Britanci, koji su locirali dio zlata. Potom su ga u svibnju 1947. godine predali jugoslavenskim vlastima. Na suđenju u Zagrebu tretiran je kao ustaški zločinac te je vjerojatno osuđen na smrt i strijeljan, iako o njegovoj sudbini postoje i druge priče.

## Životopis
Odrastao je u Boki kotorskoj, te je u Herceg Novom pohađao učiteljsku školu i naposljetku maturirao u Kotoru. 
Nakon tromjesečne vojne službe u Sarajevu ("đačke", koju je završio uz proizvođenje u čin narednika) 1931. godine, započeo je studij psihologije na Filozofskom fakultetu Sveučilišta u Zagrebu. Postaje tajnikom novoformiranog Središnjeg udruženja studenata, te je u dobrim odnosima sa svim političkim grupacijama prisutnima među studentima, dokle god su one prohrvatski orijentirane; Vjekoslav Luburić će kasnije posvjedočiti da je Moškov bio veliki domoljub, koji je politički bio orijentiran više socijalistički. 1932. i 1933. godine povremeno se morao skrivati pred policijom, u selima oko Zagreba, u Sarajevu, te u Boki kotorskoj.
U svibnju 1933. se u Klagenfurtu sastaje s Ivom Herenčićem, koji ga upućuje da se pridruži ustašama u Kraljevini Italiji, u njihovim centrima za vojnu obuku. U logoru Olivetto postaje zapovjednikom satnije, ali zbog sukoba sa zapovjednikom logora biva potom smijenjen. Kasnije - nakon popravljanja odnosa između Italije i Jugoslavije sredinom 1930.-ih godina, boravi na Liparima i drugdje, gdje su ustaše bile u internaciji. Kako vojnička organizacija ostaje, na Liparima ponovo postaje zapovjednikom satnije. 
U vrijeme raspada Kraljevine Jugoslavije u travnju 1941. god. vodi ustašku satniju koja na putu u Hrvatsku prati samog Antu Pavelića. Nakon uspostave Nezavisne Države Hrvatske, od lipnja 1941. je zapovjednik pripremnih bojni Ustaške vojnice. U lipnju postaje postaje 1. zapovjednikom Poglavnikove tjelesne bojne  (PTB) s oko 300 pripadnika, koja je osiguravala središnje ustanove vlasti. 
11. studenog 1941. dobiva priznanje vojskovođe Slavka Kvaternika za junačko držanje u borbama protiv četnika i komunista. Nakon nekoliko unaprjeđenja, na kraju 1941. godine je bojnik; već u ožujku 1942. je potpukovnik (u tom činu, biva odlikovan ordenom željeznog trolista IV. stupnja, za sudjelovanje u čišćenju Korduna od pobunjenika tijekom 1941. i 1942. godine), a u lipnju iste godine pukovnik.
Prijateljuje od tog vremena, te surađuje s Vjekoslavom Luburićem, s kojim je jedno vrijeme zajedno podređen pukovniku Tomislavu Sertiću. Narednih godina će s Luburićem na sličan način napredovati u vojnoj službi.
Kada u svibnju 1942. PTB postaje Poglavnikov tjelesni zdrug (rast će ta postojba brojem, te će 1944. godine imati oko 7.000 pripadnika), Imenovan je na dužnost njegovog zapovjednika. PTZ će biti izuzet od nadzora Glavnog ustaškog stana, te je bio podređen izravno Anti Paveliću. PTZ te će kasnije ostati jedinom većom postrojbom NDH koja nije bila pod kontrolom zapovjedništava njemačkih divizija koje su djelovale na području NDH. 
1944. godine Ante Pavelić dodjeljuje Moškovu Vojnički red željeznog trolista II. stupnja, u "znak priznanja osobne hrabrosti i pobudnog vodstva odreda PTS-a prigodom pothvata protiv odmetnika u razodblju do listopada 1942. do srpnja 1944. g. u području Žumberka i Hrvatskog Zagorja". Dobiva i neka druga vojna odlikovanja NDH, tako će u rujnu 1944. godine primiti Vojnički red željeznog trolista I. stupnja s pravom na naslov viteza zbog iskazane osobite hrabrosti i uspješnog vođenja borbi na Bilogori, Podravini i Moslavačkoj gori, a kasnije i Veliku srebrnu kolajnu Poglavnika za hrabrost, u znak priznanja za 8-satnu brobu protiv triju partizanskih brigada u noći s 27. na 28. ožujka 1945. godine. Odlikovan je i njemačkim Željeznim križem I. stupnja. 
Moškova su ubrajali u ustaške tzv. rasove, ustaše koje su objedinjavale visoki vojni čin s političkim utjecajem, uz sklonost prema provođenju agresivnih akcija; s tom je grupom bio u sukobu s umjerenijim ustašama poput Mladena Lorkovića. Kao osoba vrlo bliska Anti Paveliću, sudjelovao je u mnogim povjerljivim aktivnostima, koje su uključivale pregovore s dr. Vladkom Mačekom i nadbiskupom Alojzijem Stepincom.
Moškov je, prema kasnije svjedočenju Vjekoslava Luburića, bio u uskoj grupi koja je organizirala gušenje Urote Lorković-Vokić krajem 1944. godine, zajedno sa samim Vjekoslavom Luburićem. Kod saslušavanja kod UDBA-e u Zagrebu 1947. godine, Moškov će prikazivati kako o Uroti nije bio uopće informiran i da nije sudjelovao u njenom gušenju. 
U studenom 1944. godine je kod uspostave Hrvatskih oružanih snaga (koje su u jedno tijelo obuhvatile Domobranstvo i Ustašku vojnicu) postavljen na dužnost zapovjednika I. Hrvatske udarne divizije sa sjedištem u Zagrebu, koja stoga - kao jedina od divizija Hrvatskih oružanih snaga - nije bila pod zapovijedanjem nijednoga od zapovjedništava njemačkih divizija koje su djelovale na području NDH. U prosincu 1944. je Moškov promaknut u čin generala. 
Nastojeći povećati snage s kojima može samostalno upravljati, Ante Pavelić 21. siječnja 1945. godine osniva Poglavnikov tjelesni zbor, gdje Moškov zapovijeda s dvije daljnje divizije. 
Početkom svibnja 1945. godine Ante Pavelić povjerava Moškovu uspostavljanje kontakta sa Saveznicima, kako bi se pokušao dogovoriti prelazak NDH na njihovu stranu. Ta akcija nije bila uspješna.
Sa zapovjedništvom Poglavnikovog tjelesnog zbora, ali bez postrojbi - to će mu mnogi u emigraciji zamjerati kao nevojničko postupanje - povlači se u svibnju 1945. godine u Austriju, a potom u Italiju. Došavši u sukob s Pavelićem, odlučuje krajem 1945. godine preko Mađarske ući u Hrvatsku, kako bi uspostavio kontakt s Križarima, koji su pokušavali uspostaviti protukomunističku gerilu. Ne uspjevši u tome, ali uspostavivši neke kontakte koji bi omogućavali pristizanje informacija iz Hrvatske, vraća se u Italiju, gdje ga u listopadu 1946. godine u Veneciji uhićuju britanske vojne vlasti.
Moškov je u Austriji bio uspio doći do 9 sandučića sa zlatom. Ne želeći predati niti podijeliti to zlato - prema Pavelićevom nalogu dao je Božidaru Kavranu za brigu o bolesnima i siromašnim emigrantima jednom 800, a drugi put 1000 zlatnika - došao je u sukob s mnogima, pa i sa samim Pavelićem. Govorio je da on taj novac želi investirati, kako bi se stvorili prihodi za financiranje ustaškog rada. 
Nakon saslušavanja kod Britanaca u Rimu, u vlaku koji ga je prevozio u Rimini (dakle, u pravcu Jugoslavije) je u travnju 1947. godine pokušao izvršiti samoubojstvo rezanjem žila. Britanci ga potom izručuju Jugoslaviji. Iako postoji nekoliko priča o njegovoj sudbini, najvjerojatnija je ona objavljena u beogradskoj Politici da je u Zagrebu osuđen i strijeljan, ali o suđenju nema sačuvanih zapisa. Sačuvani su međutim neki njegovi iskazi dani kod Udbe.
A. Delić procjenjuje da se kod Moškova i njegovog suradnika Frane Šarića našlo 180 kilograma zlata NDH. Britanci su kod jedne banke u Italiji zaplijenili 3.123 zlatnika, 75 dijamanata i 1.494 američkih dolara koje je bio pohranio Moškov; na upit britanskog predstavnika u Livornu što da radi s tim zlatom koje "je izgleda vlasništvo Jugoslavenske vlade", iz Londona je stigla uputa da zlato "koje je osobna imovina" Moškova valja predati jugoslavenskim vlastima kada se bude izručivalo samoga Moškova. Nakon što je Moškov izručen Jugoslaviji, što se izgleda zbilo 8. svibnja 1947. godine (začudo postoje u zapisima koje su pronašli povjesničari čak 3 različita datuma njegove predaje jugoslavenskim vlastima, pri čemu nije sigurno jesu li ga izručili Britanci ili Amerikanci, ali nema podataka o predaji zlata i dokumenata s informacijama britanskih službi o Moškovu), Moškov je vrlo vjerojatno bio mučen kako bi odao gdje je pohranjeno zlato. O tome nisu pronađeni dokumenti, ali dobro informirano Britansko veleposlanstvo u Beogradu u svojem izvješću (pisanom s prilično jasnom namjerom "pranja ruku" od okolnosti da su Britanci predali zatvorenika - zapravo više njih za koje ih pitaju nadređeni u Londonu - komunističkom režimu koji ljude učestalo izvrgava torturi i ubojstvima bez suđenja) od 22. listopada 1947. godine napominje takvu pretpostavku kao razumnu. Inače su se u tim godinama vlasti SAD-a protivile bilo kakvom izručivanju osoba izbjeglih s područja Jugoslavije, baš stoga što se znalo o postupcima jugoslavenskih vlasti; a nisu ni Britanci htjeli izručivati četnike, nego su udovoljavali jedino zahtjevima jugoslavenskih vlasti za izručivanjem ustaša.

## Odgovornost za zločine
Ante Moškov, kao zapovjednik Pavelićeve tjelesne bojne (kasnije Poglavnikov tjelesni zdrug - PTS), snosi izravnu zapovjednu odgovornost za niz teških zločina koje je njegova postrojba počinila nad civilnim stanovništvom tijekom rata. Odgovoran je za pokolj nad 121 stanovnikom sela Begovo Brdo i okolnih sela, 3. travnja 1942. godine. Njegove postrojbe su zaklale 73 osobe u šumi Latićkima, nakon što su ih natjerali da sami sebi iskopaju masovnu grobnicu, dok su 48 osoba pobili kod njihovih kuća i na njivama.
Njegova postrojba, Poglavnikov tjelesni zdrug, također je 1. prosinca 1943. izvršila zločin u selu Cerje Jesenjansko u Hrvatskom zagorju. Nakon sukoba s partizanima, u znak odmazde su spalili selo i pritom usmrtili 36 civila, među kojima je bilo i sedmero djece u dobi od 2 do 16 godina. Prema izvještajima, ustaše su se nakon zločina opili i pljačkali imovinu mještana.
Zapovjedna odgovornost Ante Moškova proteže se i na zločine iz 1944. godine. Dana 23. siječnja 1944., pripadnici PTS-a sudjelovali su u masovnom zločinu u selu Gornja Stubica i okolnim selima, gdje su strijeljali i objesili najmanje 21 nasumično pohvatanu osobu, uključujući 5 žena. Istog dana, njegova postrojba sudjelovala je u hvatanju i sprovođenju 152 osobe s područja kotara Donja Stubica i Sveti Ivan Zelina u ustaške zatvore u Zagrebu. U veljači iste godine, pripadnici PTS-a su na području Ivanščice uhvatili 20 vojnih bjegunaca.